# Anna Cylejska
Anna Cylejska (ur. kon. 1380 lub pocz. 1381, zm. 20 lub 21 marca 1416 w Krakowie) – królowa Polski od 1402 r. jako druga żona  Władysława Jagiełły, córka hrabiego cylejskiego Wilhelma von Cilli i Anny Kazimierzówny, wnuczka króla polskiego Kazimierza Wielkiego.

## Życiorys

### Pochodzenie
Anna urodziła się pod koniec 1380 lub na początku 1381 Była jedyną córką Wilhelma, hrabiego Celje oraz Anny, córki króla Polski Kazimierza Wielkiego i jego czwartej żony Jadwigi Żagańskiej, jednak legalność tego małżeństwa była kwestionowana; matka Anny dopiero w 1369 została legitymizowana przez papieża Urbana V, jednak bez prawa do dziedziczenia tronu polskiego.

### Młodość w Celje
W 1392 r. zmarł jej ojciec. Matka Anny w 1394 r. opuściła hrabstwo i ponownie wyszła za mąż za Ulryka, księcia Teck. Wobec tego Anna trafiła pod opiekę kuzyna swego ojca Hermana II Cylejskiego. Anna wychowywała się wraz z córkami hrabiego m.in. Barbarą, przyszłą cesarzową.
Prawdopodobnie pod koniec 1400 r. do Celje przybyło poselstwo polskie, w skład którego wchodzili Jan z Obichowa, Hinczka z Rogowa i Jan z Ostrowca. Przybyli oni z polecenia króla polskiego Władysława II Jagiełły dla zawarcia z hrabią Hermanem wstępnego porozumienia w sprawie małżeństwa Władysława i Anny. Hrabia był zaskoczony taką propozycją, jednak natychmiast wyraził swoją zgodę.
Według tradycji, umierająca Jadwiga Andegaweńska miała wyrazić życzenie, ażeby Anna została jej następczynią na tronie polskim. 23 kwietnia 1401 papież Bonifacy IX udzielił dyspensy przyszłym małżonkom, ponieważ Anna była w trzecim stopniu spokrewniona z pierwszą żoną Jagiełły.

### Małżeństwo z Władysławem Jagiełłą
16 lipca 1401 r. Anna przybyła do Krakowa, ślub jednak odłożono na okres ośmiu miesięcy. Oficjalnym tego powodem była konieczność nauki języka polskiego przez niemieckojęzyczną Annę, w istocie Władysław Jagiełło rozważał zerwanie zaręczyn (prawdopodobnie z powodu niedostatków urody przyszłej małżonki. Annę umieszczono w klasztorze, gdzie uczyła się polskiego; bardziej jednak prawdopodobnie z powodu niepewnej sytuacji na Węgrzech, których król (Zygmunt Luksemburski) miał problemy z utrzymaniem się u władzy, a ewentualność taka niweczyła polityczne korzyści z zawarcia małżeństwa).
5 listopada 1401 r. w Bieczu potwierdzono zawarty układ małżeński pomiędzy Anną a królem Polski. Nie jest znana wysokość posagu hrabianki ani wiano, które zostało jej ofiarowane przez Władysława Jagiełłę.
29 stycznia 1402 r. w katedrze krakowskiej Anna Cylejska została drugą żoną Władysława Jagiełły. Na ślubie zjawił się Witold Kiejstutowicz z małżonką Anną, a także wielu książąt i hrabiów z różnych krajów, którzy zostali zaproszeni. 25 lutego 1403 r. w tej samej katedrze koronowano ją na królową Polski. Na koronacji pojawiła się długo niewidziana przez Annę jej matka - Anna, księżna Teck.
Dzięki małżeństwu z Anną król wzmacniał swe stanowisko w Koronie, żeniąc się z Piastówną po kądzieli, jednak monarcha raczej stronił od częstego kontaktu z Anną, a także nie angażował jej w sprawy bieżącej polityki Korony, a jej rola ograniczała się do funkcji czysto reprezentacyjnych wobec obcych poselstw. W 1405 r. zaprosiła na Wawel swego dalekiego kuzyna Hermana von Cilli, zaś w 1410 r. swego byłego opiekuna hrabiego Hermana, który był posłem króla Zygmunta Luksemburskiego. W 1412 r. wraz z mężem zorganizowała wesele księżnej mazowieckiej Cymbarki i księcia austriackiego Ernesta Żelaznego. W latach 1413–1414 przebywała na Litwie w związku z misją chrystianizacyjną na Żmudzi. Anna utrzymywała kontakt z dworem węgierskim, gdzie królową była jej daleka kuzynka Barbara.

### Zarzuty i pomówienia
W okresie małżeństwa z Jagiełłą królową kilkakrotnie posądzano o niewierność mężowi. W 1407 starosta krakowski Klemens z Moskorzewa oskarżył królową o romans z polskimi rycerzami: Jakubem z Kobylan i Mikołajem Chrząstowskim. Oskarżenia te uznano za niesłuszne, a arcybiskup gnieźnieński Mikołaj Kurowski oczyścił Annę z zarzutów poświadczając jej niewinność. Rok później królowa została oskarżona o cudzołóstwo z Janem Tęczyńskim. W 1411 zarzucano jej romans z niedawnym obrońcą, arcybiskupem Kurowskim, choć istnieje też wersja wydarzeń, według której to Anna oskarżyła duchownego o niewłaściwy stosunek do jej osoby. Arcybiskup, wezwany przez Władysława Jagiełłę dla złożenia wyjaśnień, zmarł w drodze na dwór królewski wskutek upadku z konia.

### Śmierć i pochówek
Pod koniec 1415 r. Anna zachorowała i 20 lub 21 marca 1416 zmarła w Krakowie. Została pochowana w katedrze na Wawelu w pobliżu ołtarza Świętej Doroty. Z małżeństwa Anny i Władysława pochodziła urodzona 8 kwietnia 1408 r. córka Jadwiga, którą w 1413 r. na zjeździe w Jedlni ogłoszono następczynią tronu. Jagiełło uroczyście uhonorował pamięć zmarłej małżonki poprzez powszechną żałobę na dworze królewskim, ale stan ten nie trwał długo, ponieważ już 28 marca nie było króla w Krakowie, dlatego, że ruszył w coroczny objazd Wielkopolski.